# Hrabstwo Muscogee

Piramida wieku hrabstwa

Hrabstwo Muscogee (ang. Muscogee County) – hrabstwo w stanie Georgia, w Stanach Zjednoczonych. Jego siedzibą administracyjną jest miasto Columbus.
Powstało w 1826 roku. Jego nazwa powstała od nazwy plemienia Muscogee do którego należą Krikowie i Seminole.

## Geografia
Według spisu z 2000 obszar całkowity hrabstwa obejmuje powierzchnię 572 km², z czego 560 km² stanowią lądy, a 12 km² stanowią wody.

### Miejscowości
- Bibb City
- Columbus

### Sąsiednie hrabstwa
- Hrabstwo Harris (północ)
- Hrabstwo Talbot (północny wschód)
- Hrabstwo Chattahoochee (południe)
- Hrabstwo Russell w stanie Alabama (południowy zachód)
- Hrabstwo Lee w stanie Alabama (zachód)

## Demografia
Według spisu z 2020 roku liczy 206,9 tys. mieszkańców, co oznacza wzrost o 9% w porównaniu z poprzednim spisem z roku 2010. Według danych pięcioletnich z 2021 roku 49% to czarnoskórzy lub Afroamerykanie, 43,9% biali (38% nie licząc Latynosów), 3,3% miało rasę mieszaną, 3% Azjaci, 0,5% to rdzenna ludność Ameryki i 0,3% pochodziło z wysp Pacyfiku. Latynosi stanowili 8,3% populacji hrabstwa.
Poza osobami pochodzenia afroamerykańskiego, do największych grup należały osoby pochodzenia „amerykańskiego” (8,1%), angielskiego (6,2%), niemieckiego (5%), irlandzkiego (4,9%), meksykańskiego (2,9%), portorykańskiego (2%) i szkockiego lub szkocko–irlandzkiego (2%).

## Religia
W 2020 roku krajobraz religijny hrabstwa zdominowany jest przez wspólnoty protestanckie (baptystyczne, metodystyczne, zielonoświątkowe i inne ewangelikalne – każda z tych grup obejmuje ponad 5% populacji). 3,6% deklaruje członkostwo w Kościele katolickim, 1,05% to świadkowie Jehowy, 0,75% mormoni i 0,65% muzułmanie.

## Polityka
Hrabstwo jest przeważająco demokratyczne, gdzie w wyborach prezydenckich w 2020 roku, 61,4% głosów otrzymał Joe Biden i 37,4% przypadło dla Joego Bidena.